# Čierny Váh (Stausee)
Der Čierny Váh (deutsch Schwarze Waag) ist ein Stausee in der nördlichen Slowakei am Rand der Niederen Tatra. Dieser ist Teil eines Wasserkraftwerks. Der See wird durch das Aufstauen des gleichnamigen Flusses Čierny Váh, einem Quellfluss des Waag gebildet, nach dem er benannt wurde. Am östlichen Ende des Sees liegt ein Dorf ebenfalls gleichen Namens, Čierny Váh, eine Waldarbeitersiedlung. Der See liegt in der Gemeinde Kráľova Lehota.

## Stausee und Pumpspeicherwerk

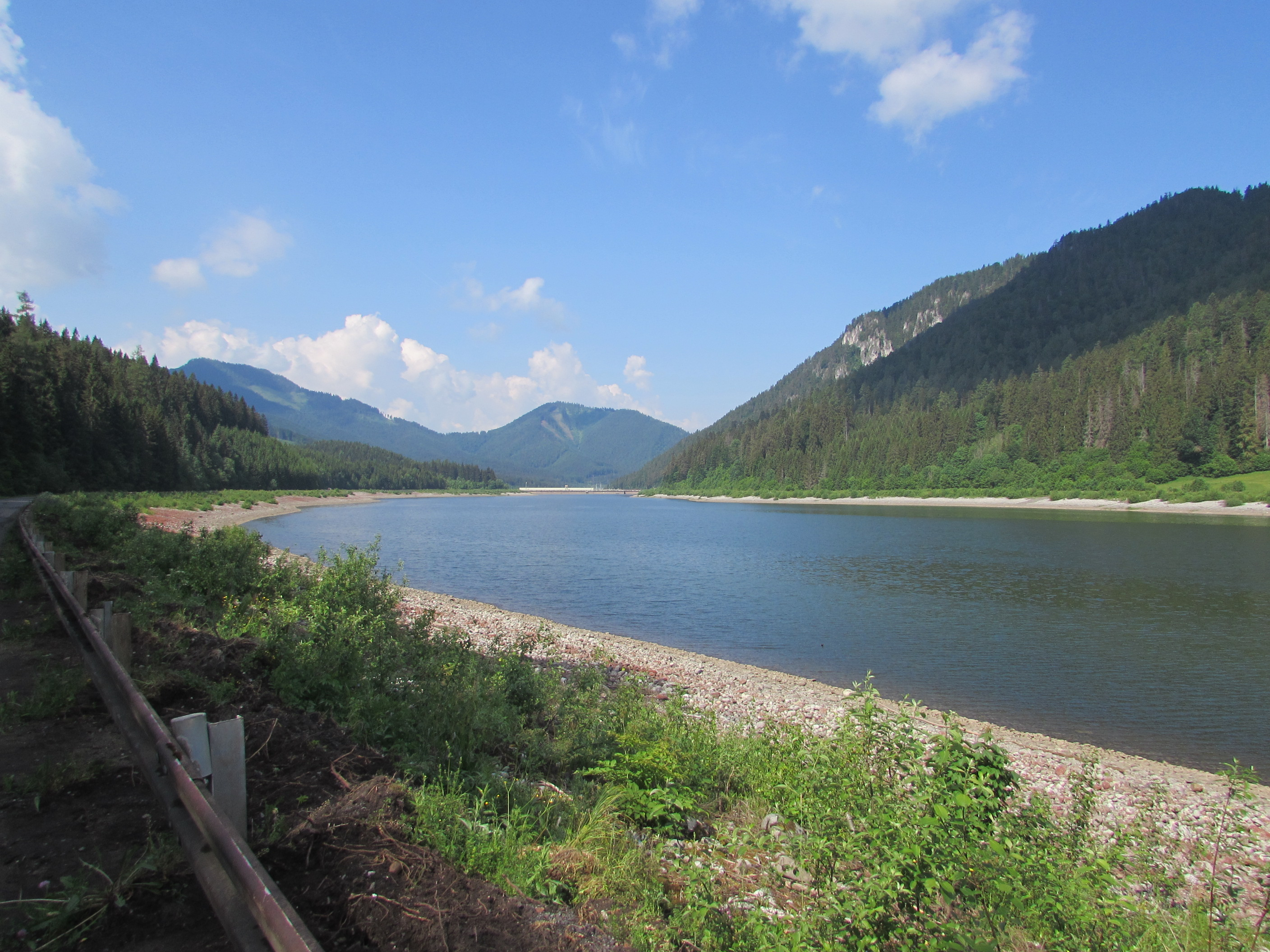
Blick über den Stausee in westliche Richtung auf die Staumauer

Der Fluss speist von Osten kommend den See. Nach Westen ist er durch eine Staumauer abgeschlossen. Hinter dieser befindet sich ein Wasserkraftwerk. Es handelt sich um ein Pumpspeicherwerk, dessen unteres Becken der Čierny Váh ist. Das obere Becken befindet sich auf dem nördlich gelegenen Berg Turková auf 1160 Höhenmetern ohne eigenen Zufluss. Das Kraftwerk wurde 1981 beziehungsweise 1982 nach acht Jahren Planungs- und Bauzeit eingeweiht. Die Anlage verfügt über sechs Francis- und eine Kaplan-Turbine, die eine theoretische Gesamtleistung von 735,17 Megawatt haben. Diese verteilt sich auf die sechs Francis-Turbinen (TG1 bis TG6) mit jeweils 122,4 Megawatt und die Kaplan-Turbine (TG7) mit 0,77 Megawatt. Der Durchfluss talwärts zum Antreiben der Turbinen beträgt 30 m³/s, während bergauf 22 m³/s gepumpt werden. Der Höhenunterschied der Wasserstände zwischen oberem und unterem Speicherbecken beträgt je nach Füllungszustand zwischen 401 und 434 Meter. Die Anlage ist seiner installierten Leistung nach das größte Wasserkraftwerk der Slowakei. Die durchschnittliche Jahresproduktion betrug zwischen 2000 und 2009 139,724 GWh. Das Ufer des Čierny Váh ist mit Geröll befestigt.

## Galerie

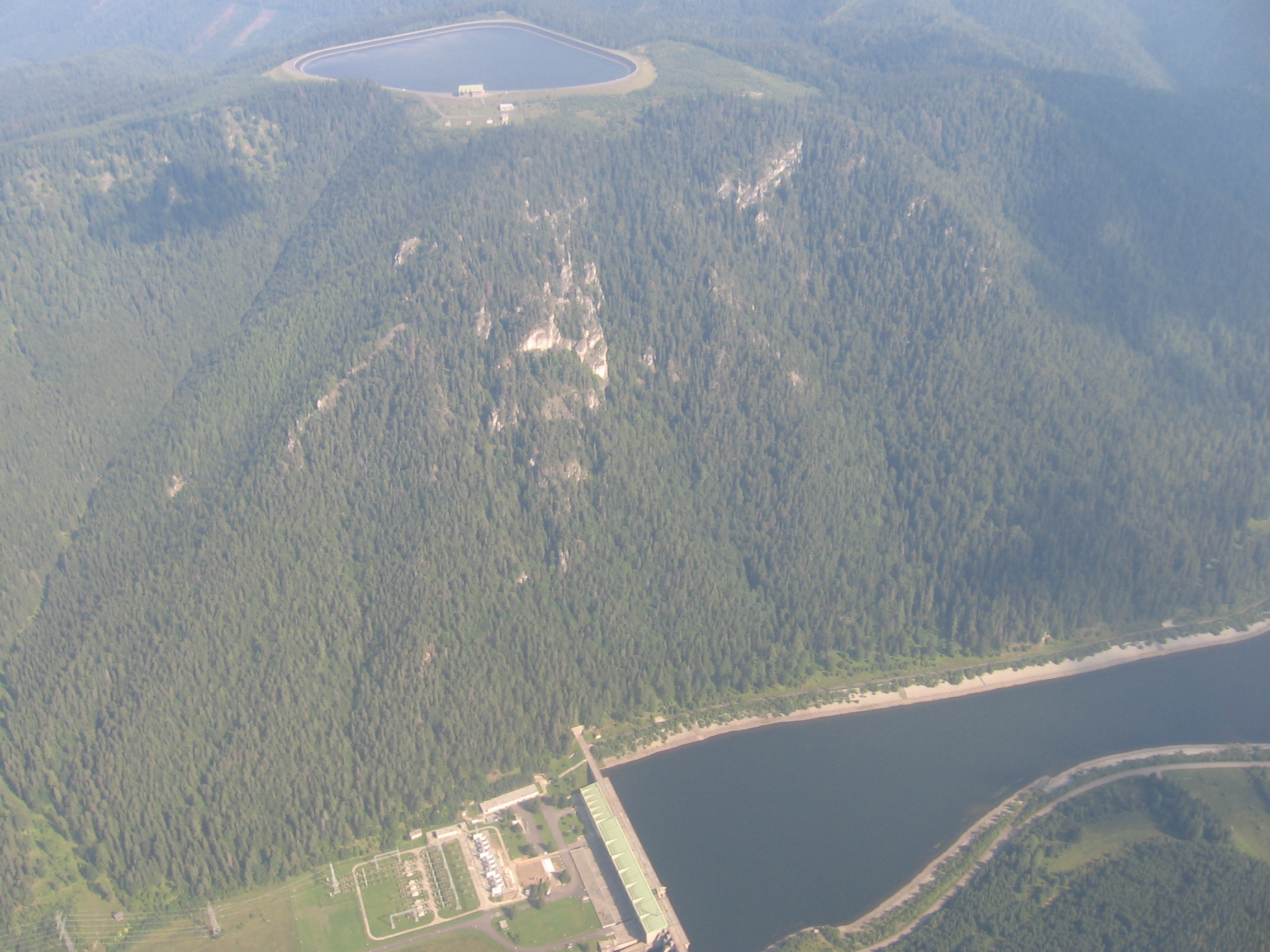
Luftaufnahme mit oberem Becken, einem Teil des unteren Beckens und der Staumauer
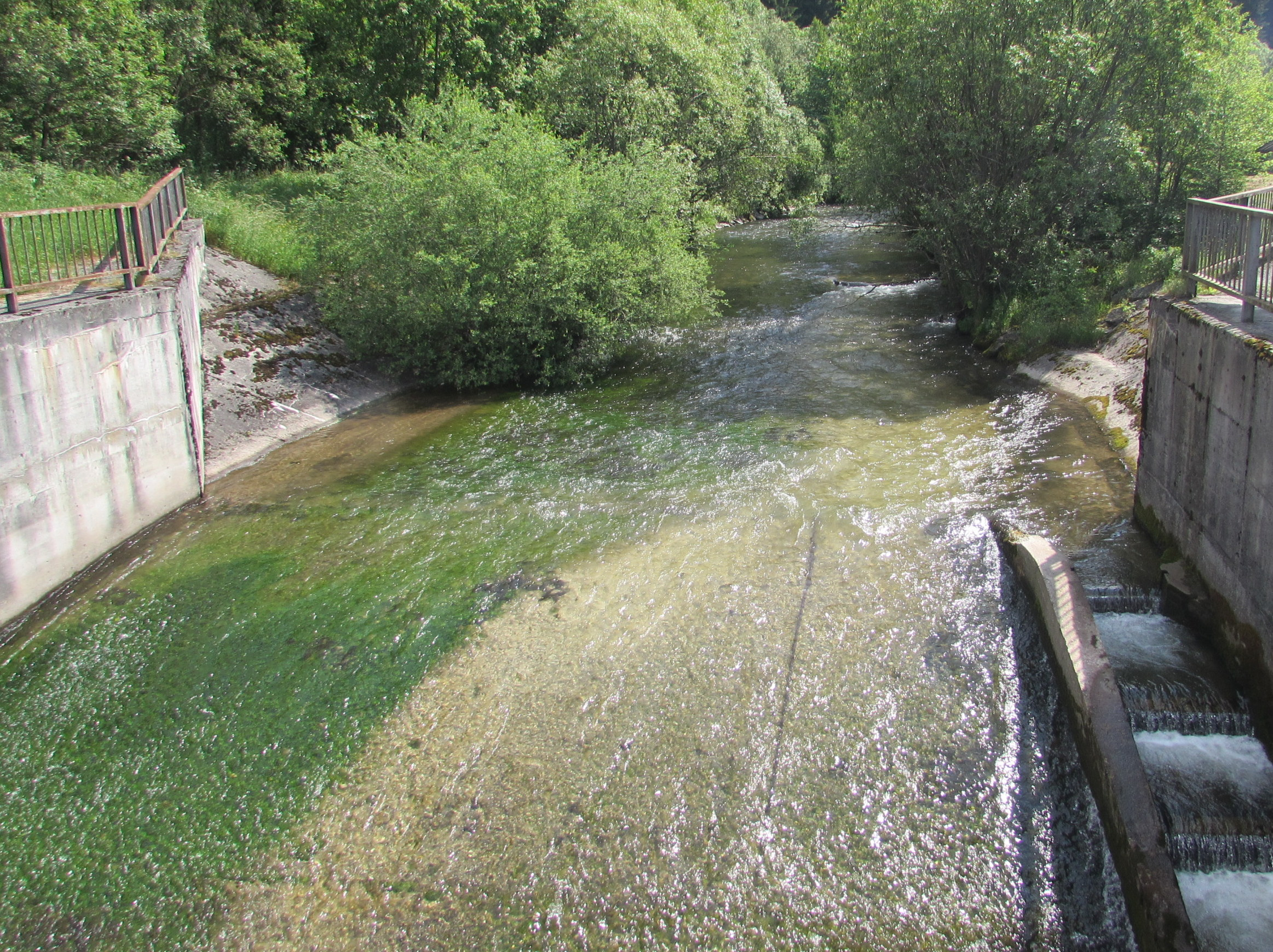
Die Cierny Váh am Zufluss zum Stausee